# Amandine Aftalion
Pour les articles homonymes, voir Aftalion.
Amandine Aftalion, née en 1973, est une mathématicienne française, connue pour ses recherches sur les condensats de Bose-Einstein et sur les mathématiques de la course à pied. Elle est directrice de recherche au Centre national de la recherche scientifique (CNRS). 

## Formation et carrière
Lauréate du concours général de géographie en 1989, ancienne élève du lycée Louis Le Grand, Amandine Aftalion étudie à l'École normale supérieure de Paris de 1992 à 1996, obtenant l'agrégation de mathématiques en 1994, et un diplôme d'études approfondies en analyse numérique en 1995. En 1997, elle soutient une thèse de doctorat intitulée Quelques problèmes d'équations aux dérivées partielles elliptiques non linéaires et applications à des modèles en supraconductivité et en combustion à l'université Pierre-et-Marie-Curie, sous la direction d'Henri Berestycki,. En 2002, elle obtient une habilitation avec sa thèse Équations aux dérivées partielles elliptiques non linéaires : propriétés qualitatives et modèles en physique des basses températures.
Chercheuse au CNRS depuis 1999, elle est promue directrice de recherche en 2008, en poste à l'école polytechnique, puis à l'université de Versailles-Saint-Quentin-en-Yvelines, et depuis 2017 à l'EHESS. Elle a été professeur à l'école Polytechnique de 2005 à 2016.

## Contributions
Aftalion est l'auteur du livre Vortices in Bose – Einstein Condensates (Birkhäuser, 2006). Le livre étudie le vortex quantique et le comportement superfluide dans les condensats de Bose – Einstein, en utilisant l'équation de Gross – Pitaevskii pour modéliser l'énergie dans ces systèmes. 
Dans ses recherches sur les mathématiques du sport, Aftalion utilise des équations différentielles pour modéliser à la fois le mouvement et les forces sur un coureur, ainsi que la forme aérobie et anaérobie du coureur sur la durée de la course.  Elle a utilisé la théorie du contrôle optimal pour montrer que les coureurs de longue distance peuvent atteindre une plus grande endurance par de petites variations de vitesse, contredisant les recherches antérieures de Joseph Keller suggérant que les coureurs devraient maintenir leur vitesse presque constante tout au long d'une course.  Par la suite, elle a montré que, même si les coureurs de longue distance devraient accélérer dans le sprint final d'une course, la stratégie optimale pour une courte course à pied implique quant à celle-ci de ralentir vers la fin de la course. En 2023, Amandine Aftalion publie ainsi Pourquoi est-on penché dans les virages ? Le sport expliqué par les sciences en 40 questions (CNRS éditions, 2023), où elle expose comment des lois de physique et des modèles mathématiques peuvent expliquer la performance ou le geste sportif.